# Болгарский референдум по атомной энергии (2013)
Референдум в Болгарии по использованию атомной энергии прошёл 27 января 2013 года и относился к проблеме окончания строительства и ввода в строй АЭС «Белене». Хотя избиратели большинством голосов (60,6 %) поддержали строительство АЭС, из-за крайне низкой явки (20,2 %), составившей меньше необходимых 60 %, результаты референдума считаются юридически недействительны. Решение вопроса о АЭС перенесли в Народное собрание Болгарии.

## Предыстория
В 2005 году «Атомстройэкспорт» выиграл тендер на строительство атомной электростанции в 3 км от города Белене на севере Болгарии. В 2007 году европейские проверяющие признали российский проект соответствующим всем современным техническим требованиям.
18 января 2008 года стороны подписали договор о строительстве станции.
В конце марта 2012 года правительство Болгарии приняло решение отказаться от сооружения АЭС «Белене» и возвести на её месте теплоэлектростанцию, которая будет работать на газе, а почти готовый реактор переместить на АЭС «Козлодуй».
29 марта это решение утвердило Народное собрание — 120 депутатов поддержали правительство, это были представители партии «ГЕРБ», «Синей коалиции» и 9 независимых парламентариев, против проголосовали 42 депутата (социалисты, националисты и 5 независимых); «Движение за права и свободы» не принимало участие в голосовании.
Противники АЭС указывают на то, что отказ от строительства сэкономит сотни миллионов.
Их оппоненты говорят, что АЭС «Белене» станет толчком к развитию северных регионов, обеспечит новые рабочие места и убережёт Болгарию от импорта электроэнергии.
В ответ на своё поражение в парламенте «Болгарская социалистическая партия» и другие оппозиционные группы в июне начали собирать подписи населения, необходимые для проведения референдума по проекту станции.
28 сентября 2012 Служба Гражданской регистрации и административного обслуживания Болгарии признала действительными 543 тысячи подписей из более чем 700 тысяч, что является достаточным для начала процедуры референдума. В конце октября 2012 парламентарии утвердили дату референдума и формулировку вопроса, вынесенного на голосование. Депутаты решили исключить из текста любое упоминание конкретных атомных станций и задать вопрос о развитии атомной энергетики в целом, социалисты же настаивали на упоминании проекта «Белене» и потому покинули зал во время голосования. Всего референдум поддержали 106 депутатов.

## Факты о референдуме
Это первый референдум со времени демократизации 1989 года (предыдущий референдум в Болгарии проводился в 1971 году по поводу принятия новой Конституции Народной республики Болгарии).
Вопрос, вынесенный на референдум:

Должна ли развиваться атомная энергетика в Болгарии посредством строительства новой атомной электростанции?
Оригинальный текст (болг.)Да се развива ли ядрената енергетика в Република България чрез изграждане на нова ядрена електроцентрала?

Правом голоса обладают все совершеннолетние граждане Болгарии (гражданство должно быть получено не позже публикации указа Президента Болгарии о порядке проведения референдума), имеющих постоянный адрес на территории страны, если они не отбывают наказание в местах лишения свободы или их право не ограничено судом. Болгары за рубежом смогут проголосовать в посольствах и консульствах республики.
Для того чтобы референдум состоялся, было необходимо, чтобы на участки пришло столько же граждан, сколько на последних парламентских выборах. Тогда явка составила 60,2 % (более 4,3 млн человек). Для принятия положительного решения требовалось 50 % + 1 голос.
Списки избирателей были составлены местными властями на основе текущей информации. Все запреты, применявшиеся на выборах, распространяются и на референдум. Так, публикация соцопросов запрещена в день голосования и за один день до него. Избирательная кампания на это время также должна быть остановлена. Конечный подсчёт и подведение итогов проводились компанией, выбранной на открытом тендере.

## Ход выборов
26 января в Болгарии прошёл «день тишины». В это время запрещено проведение разъяснительной кампании и публикация новых агитматериалов. В связи с проведением референдума 27 января следующий день 28 января был объявлен Министерством образования во всех школах неучебным днём.
27 января 11 687 избирательных участков открылись в 6 часов утра по местному времени. Голосование завершилось вечером в 7 часов. Общее число граждан, обладающих правом голоса, — 6 949 120.
К 10 утра, по сообщениям ЦИК Болгарии, явка достигла 2,16 %. В 13 часов 9,34 % граждан пришли на избирательные участки. Явка избирателей составила 17,42 % в 17 часов.
В 19 часов закрылись избирательные участки и был опубликован эксит-полл:
| Эксит-полл  | Да     | Нет    | Явка   |
| ----------- | ------ | ------ | ------ |
| Алфа Рисърч | 60.5 % | 39.5 % | 20.3 % |

## Результаты

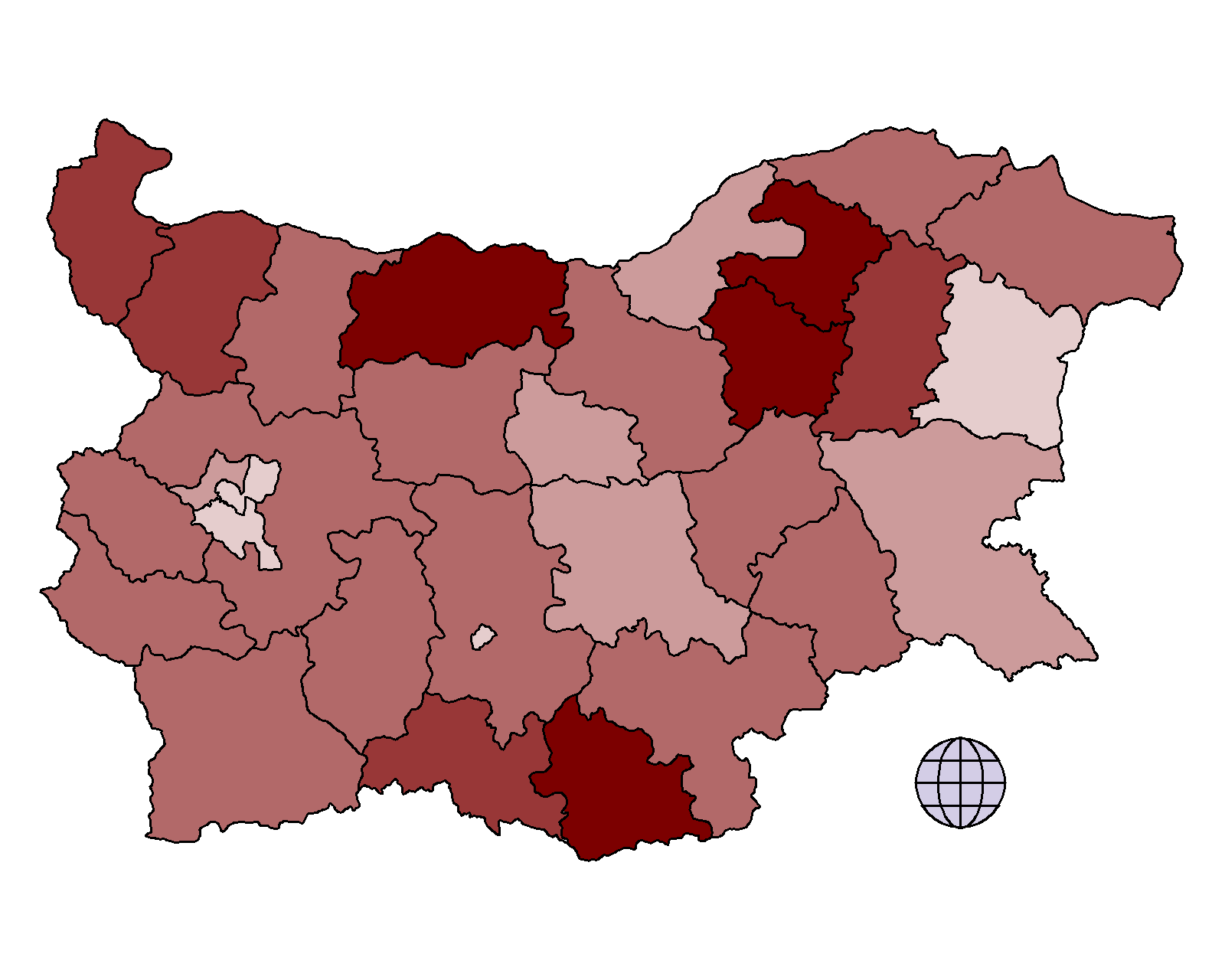
Уровень поддержки по избирательным округам:
>70% "да"
65-70% "да"
60-65% "да"
55-60% "да"
50-55% "да"
45-50% "да"

Решение референдума не является юридически обязательным, так как явка избирателей не превысила 60 %.
Но был преодолён минимальный порог в 20 %, поэтому теперь вопрос о строительстве новой атомной станции должно рассмотреть Народное собрание республики.
27 февраля депутаты повторно рассмотрели вопрос о строительстве АЭС «Белене». 114 депутатов проголосовали за отказ от строительства, не согласились с ними 40 коллег. Главные сторонники запрета на строительство — «ГЕРБ» и «Голубая коалиция» — заявили, что нужно строить новый блок на АЭС «Козлодуй».
«Болгарская социалистическая партия» и партия «Атака» пообещали, что в парламенте следующего созыва они вернутся к этому вопросу.